# Genrich Altshuller
Pour les articles homonymes, voir Altshuler.
Genrich Altshuller (en russe : Ге́нрих Сау́лович Альтшу́ллер), né le 15 octobre 1926 à Tachkent en RSS d'Ouzbékistan (Union soviétique), et mort le 24 septembre 1998  à Petrozavodsk en Russie, est un ingénieur soviétique, inventeur de la théorie TRIZ de résolution des problèmes inventifs,. Il est également écrivain de science-fiction sous le pseudonyme Genrikh Altov.

## Biographie
Genrich Altshuller nait à Tachkent dans une famille juive. Ses parents, Saul et Rebecca Altshuller, s'installent à Bakou en 1931. En 1943, avec Raphaël Chapiro et Igor Talianski, il fait breveter un générateur d'oxygène pour la plongée. Il commence ses études à la faculté de génie mécanique et pétrolier de l'Institut de l'Industrie d'Azerbaïdjan, mais s'engage dans l'armée en 1944, sans avoir terminé le cursus. Il conçoit également avec Rahaël Chapiro un scaphandre de protection thermique, puis, se consacre à l'élaboration de l'approche globale de résolution des problèmes d'innovation, principalement techniques, qu'il appelle TRIZ.
Il est arrêté par le KGB en octobre 1950 et condamné à vingt-cinq ans de détention, mais réhabilité en 1954.
Il écrit son premier récit de science-fiction Icare et Dédale en 1958 . Avec son initiative à Bakou en 1970, s'ouvre l’École du jeune inventeur renommée un an plus tard en Institut public de l'invention créative d'Azerbaïdjan.

## Ouvrages

### Scientifiques
- Innovation Algorith, 1999
- 40 Principles Extended Edition: Triz Keys to Technical Innovation, 2005

### Science fiction
- Ballad of the Stars (coécrit avec Valentina Jouravleva), 2005